# Mostowice
Mostowice (IPA: [mɔstɔˈvit͡sɛ], in tedesco  Langenbrück, in ceco Mostovice) è un villaggio nel comune urbano-rurale di Bystrzyca Kłodzka, all'interno del distretto di Kłodzko nel Voivodato della Bassa Slesia, nella Polonia sud-occidentale, al confine con la Repubblica Ceca.
È situato a circa 14 km a ovest di Bystrzyca Kłodzka, 24 km a sud-ovest di Kłodzko e 104 km a sud-ovest di Breslavia. Il villaggio ha una popolazione di 13 abitanti.